# Mendling (Gemeinden Göstling, Landl)
Mendling ist ein Ort in den Ybbstaler Alpen und eine Ortschaft der Gemeinde Göstling an der Ybbs im Bezirk Scheibbs, Niederösterreich, sowie Teil der Gemeinde Landl (Katastralgemeinde Palfau) im Bezirk Liezen, Steiermark.
Der Ort ist einer von wenigen in Österreich, die in zwei Bundesländern liegen.

## Geographie
Der Ort Mendling liegt im Mendlingtal, einem Nebental des Salzatals, an der Erlauftal Straße B 25 zwischen Lassing und Palfau. Im Süden befindet sich das Hochkarmassiv (Hochkar 1804 m ü. A., Göstlinger Alpen der Lassingalpen), im Norden der Scheibenberg (1400 m ü. A., Voralpe-Gruppe der Ybbstaler Voralpen).
Der Ort liegt zwischen 540 und 590 m ü. A. und erstreckt sich auf über 2,5 Kilometer entlang des unteren Mendlingbachs, der hier die Landesgrenze Niederösterreich–Steiermark überquert. Der Göstlinger Ortsteil liegt als Streusiedlung unterhalb von Lassing (ab Ortslage Mendlingbauer), der steirische Teil flussabwärts. Der Ort umfasst knapp 40 Gebäude, je zur Hälfte in beiden Bundesländern.
Nachbarorte und -ortschaften
| Promau (Ortsch. Oberkirchen, Gem. Hollenstein a.d.Y., Bez. Amstetten, NÖ) | Großegg (Gem. Göstling a.d.Y., Bez. Scheibbs, NÖ) | Lassing (Gem. Göstling a.d.Y., Bez. Scheibbs, NÖ) |
| Raffelgraben (Gem. Landl, Bez. Liezen, Stmk.)                             | Kompassrose, die auf Nachbargemeinden zeigt       |                                                   |
| Obere Palfau (Gem. Landl, Bez. Liezen, Stmk.)                             | Schönau (Gem. Landl, Bez. Liezen, Stmk.)          | Hochkar (Gem. Göstling a.d.Y., Bez. Scheibbs, NÖ) |

## Geschichte
Die Örtlichkeit ist in einer lateinischen Urkunde von 1195 als Monlich erstgenannt.
Laut Adressbuch von Österreich waren im Jahr 1938 in Mendling ein Schuster und einige Landwirte ansässig.

## Sehenswürdigkeiten
Die steirischen Teile des Orts liegen vollständig im Naturschutzgebiet Wildalpener Salzatal und im Naturpark Eisenwurzen, der niederösterreichische Teil im Landschaftsschutzgebiet Ötscher-Dürrenstein.

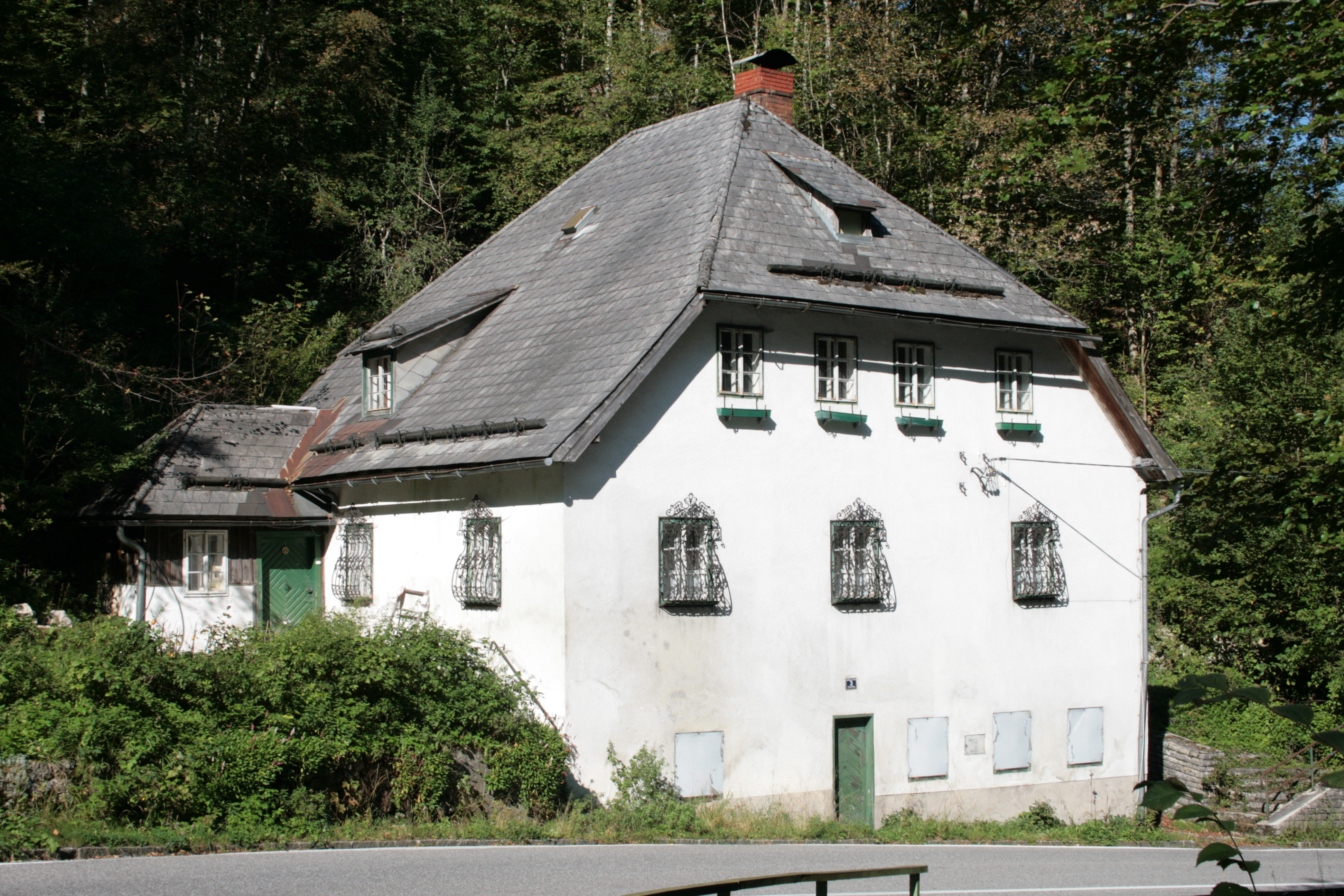
Das Schnallenhaus

Denkmalschutzobjekte am Ort sind:
- das Eisenmauthaus, Mendling 13, ehemalige Grenzstation Österreich–Steiermark, ein eingeschoßiger Holzblockbau mit schindelgedecktem Schopfwalmdach.[2]
- das Schnallenhaus, Mendling 3, ein altes Bürgerhaus, wuchtiger zweigeschoßiger Bau, ebenfalls mit Schopfwalmdach

Hauptattraktion des Orts ist die Erlebniswelt Auf dem Holzweg im mittleren Mendlingtal, eine der letzten bestehenden funktionierenden Holztriftanlagen Mitteleuropas, mit Mühlen, einer Venezianischen Brettersäge, Schmiedegesellenhaus, Fischteichen und sommers Schautriftvorführungen. Der Wanderweg führt vom oberen Ortsende bis zum Hammerherrenhaus in Großegg.
Vom hinteren Mendlingtal führen etliche Wander- und Radwanderrouten weiter, Hochkar wie auch Scheibenberg sind wegen steiler Abbrüche nicht direkt erreichbar.